# He gassen
He Gassen (em japonês:  屁合戦) é um pergaminho de arte japonesa criada durante o Período Edo por um ou mais artistas desconhecidos. O pergaminho mostra várias cenas com uma característica peculiar recorrente, a qual mostra ao menos um personagem realizando um ataque de flatulência diretamente contra outros personagens. O nome do pergaminho é traduzido aproximadamente como "Concurso de Flatulência" ou "Batalha de Flatulência". Foi feito com a intenção de destacar as mudanças políticas e sociais no Japão. Este pergaminho e outros desenhos similares foram criados em resposta à crescente invasão européia no Japão durante o Período Edo.
O pergaminho foi digitalizado pela Biblioteca da Universidade de Waseda.